# Krivtxíkovo
Krivtxíkovo (en rus: Кривчиково) és un poble de l'óblast d'Oriol, a Rússia, segons el cens del 2010 tenia 119 habitants. Pertany al districte municipal de Kromi.